# بیل راتلج
بیل راتلج (انگلیسی: Bill Routledge؛ 28 October 1907 – 1972) بازیکن فوتبال اهل بریتانیا بود.
از باشگاه‌هایی که در آن بازی کرده‌است می‌توان به باشگاه فوتبال کریستال پالاس، باشگاه فوتبال یورک سیتی، باشگاه فوتبال چلسی، باشگاه فوتبال سنت میرن، باشگاه فوتبال بریستول راورز، باشگاه فوتبال کارلایل یونایتد، و باشگاه فوتبال ساوت شیلدز اشاره کرد.